# Careviḱ
Careviḱ es un despoblado ubicado en el municipio de Prilep, en la región de Pelagonia, Macedonia del Norte.

## Superficie
Cuenta con una superficie de 20,71 kilómetros cuadrados.

## Demografía
Hasta 2002 la población era de 10 habitantes.
| Gráfica de evolución demográfica de Careviḱ entre 1981 y 2002                        |
|                                                                                      |
| Datos según Population statistics of Eastern Europe & former USSR y City Population. |